# Гімн Сан-Марино
Inno Nazionale (італ. Національний Гімн) є державним гімном Сан-Марино.